# Monika Soćko
Monika Soćko (née Bobrowska le 24 mars 1978 à Varsovie en Pologne) est une joueuse d'échecs polonaise, meilleure joueuse de ce pays et grand maître international depuis 2008.
Au 1er juillet 2015, elle est classée 29e joueuse mondiale avec un classement Elo de 2 472 points. Son record est de 2 505 points au 1er avril 2008. 

## Vie privée
Elle est mariée au grand maître polonais Bartosz Soćko.

## Carrière individuelle

### Championne de Pologne
Grand maître international féminin depuis 1995, Monika Soćko a remporté le championnat de Pologne à huit reprises (en 1995, 2004, 2008, 2010, 2013,  2014, 2016 et 2017).

### Tournois internationaux
En 2007, elle remporte le tournoi international féminin de Bakou devant la championne du monde Antoaneta Stefanova.
Elle a obtenu le titre de grand maître international (mixte) en 2008.
En 2009, elle remporte le tournoi de l'Arctique (Arctic Chess Challenge) à Tromsø, bien qu'elle soit la 16e participante au classement Elo. Elle devance notamment son mari, qui est 13e.
Elle remporte la médaille de bronze au championnat d'Europe d'échecs individuel féminin en 2010.

### Championnats du monde féminins
En 2008, elle participe au championnat du monde d'échecs féminin, passe le premier tour en battant Sabina-Francesca Foisor. La victoire sur Sabina-Francesca Foisor au premier est obtenue après un blitz de départage dit de mort subite, où Socko avait les Blancs et l'obligation de gagner. Les Noirs perdirent au temps dans une position où il ne restait que les rois et un cavalier dans chaque camp. En appel, la victoire est attribuée à Soćko car une position de mat était possible.  Monika Soćko est ensuite éliminée au deuxième tour par la Hongroise Hoang Thanh Trang.
Lors du deuxième tour du championnat du monde 2012, elle battit la championne du monde, Hou Yifan  (3 à 1), mais fut elle-même éliminée lors du troisième tour par Antoaneta Stefanova.
| Année | Lieu                    | Résultat                            | Ultime adversaire   | Adversaires battues          |
| ----- | ----------------------- | ----------------------------------- | ------------------- | ---------------------------- |
| 2008  | Naltchik, Russie        | deuxième tour                       | Hoang Thanh Trang   | Sabina-Francesca Foisor      |
| 2010  | Antakya, Turquie        | deuxième tour                       | Zhu Chen            | Soumya Swaminathan           |
| 2012  | Khanty-Mansiïsk, Russie | troisième tour (huitième de finale) | Antoaneta Stefanova | Almira Skripchenko Hou Yifan |
| 2015  | Sotchi                  | deuxième tour                       | Mariya Mouzytchouk  | Deimante Daulyte             |
| 2017  | Téhéran                 | premier tour                        | Anastassia Savina   |                              |
| 2018  | Khanty-Mansiïsk         | deuxième tour                       | Mobina Alinasab     | Yuliya Shvayger              |
| 2021  | Sotchi (coupe du monde) | deuxième tour                       | Pia Cramling        | Melissa Castrillon Gomez     |

## Compétitions par équipe
Monika Soćko est championne d'Europe par équipe en 2005 à Göteborg avec l'équipe nationale féminine polonaise où, avec un elo de  2 465 points elle réalise une performance à 2 606.
En 2013 elle fait partie de l'équipe nationale de Pologne qui termine troisième aux Championnats d'Europe d'Échecs par équipe à Varsovie. Elle en est le premier échiquier.